# Günter Schmitt
Günter Schmitt (* 1946 in Biberach an der Riß) ist ein deutscher Architekt, Autor und Mitglied der Deutschen Burgenvereinigung.

## Leben
Schmitt verbrachte seine Kinder- und Jugendzeit in Biberach an der Riß. Nach seiner Schulzeit am Wieland-Gymnasium Biberach begann er eine Berufsausbildung, der er ein Studium anschloss.
Es folgten Jahre der Mitarbeit in Architekturbüros in Biberach, Stuttgart und der Schweiz. Seit 1975 arbeitet er als selbständiger Architekt in seiner Geburtsstadt. Außerdem ist er besonders im Bereich der Denkmalpflege engagiert.

## Schriften (Auswahl)
- Burgenführer Schwäbische Alb. Biberacher Verlagsdruckerei, Biberach an der Riß 1988–1995 (6 Bände)

1. Nordost-Alb. Wandern und entdecken zwischen Aalen und Aichelberg. 1988, ISBN 3-924489-39-4.
2. Alb Mitte-Süd. Wandern und entdecken zwischen Ulm und Sigmaringen. 1989, ISBN 3-924489-45-9.
3. Donautal. Wandern und entdecken zwischen Sigmaringen und Tuttlingen. 1990, ISBN 3-924489-50-5.
4. Alb Mitte-Nord. Wandern und entdecken zwischen Aichelberg und Reutlingen. 1991, ISBN 3-924489-58-0.
5. Westalb. Wandern und entdecken zwischen Reutlingen und Spaichingen. 1993, ISBN 3-924489-65-3.
6. Ostalb. Wandern und entdecken zwischen Ulm, Aalen und Donauwörth. 1995, ISBN 3-924489-74-2.

- Zeughausgasse 4: ein Biberacher Bürgerhaus von 1318. Biberacher Verlagsdruckerei. Biberach an der Riß, ISBN 3-924489-66-1.
- Kulturzentrum Kloster Herbrechtingen. Theiss-Verlag, Stuttgart 2004, ISBN 3-8062-1886-2 (zusammen mit Martina Fischer).
- Schlösser und Burgen am Bodensee. Biberacher Verlagsdruckerei. Biberach an der Riß, 1998–2002 (3 Bände).

1. Westteil. Von Maurach bis Arenenberg. 1998, ISBN 3-924489-94-7.
2. Nord-Ost. Von Meersburg bis Mittelweiherburg. 2001, ISBN 3-933614-09-0.
3. Süd. Von Risegg bis Gottlieben. 2002, ISBN 3-933614-12-0.

- Burgen, Schlösser und Ruinen im Zollernalbkreis. (Zollernalb-Profile/B; Band 3). Thorbecke, Ostfildern 2007, ISBN 978-3-7995-0186-6.
- Ritter, Grafen, Kirchenfürsten. Burgen und Schlösser am Bodensee. Biberacher Verlagsdruckerei, Biberach an der Riß 2011, ISBN 978-3-933614-84-1.
- Kaiserberge, Adelssitze. Die Burgen, Schlösser, Festungen und Ruinen der Schwäbischen Alb. Biberacher Verlagsdruckerei, Biberach an der Riß 2014, ISBN 978-3-943391-47-3.